# Alicia en el Metalverso
Alicia en el Metalverso es el decimoquinto álbum de estudio de la banda española de folk metal, Mägo de Oz. Es el primer álbum con Rafa Blas como vocalista de la agrupación, y el último con Josema Pizarro como instrumentista de viento, tras 14 años perteneciendo a la agrupación. El álbum fue lanzado el 26 de enero de 2024 a través de la discográfica Warner Music Group.

## Historia
El álbum es conceptual cuenta la historia de una chica transgénero llamada Alicia.
En Madrid, año 2023. Alicia, una chica transgénero de 16 años, durante una sesión en la consulta de un psicólogo recibe un WhatsApp de un teléfono desconocido en el que aparece la foto de un extraño conejo y un enlace a una web, deseos.com. Alicia, con tal de escapar momentáneamente del aburrido discurso de su médico, entra en esa web. En ese preciso instante, la consulta desaparece y ella se adentra en un mundo mágico, un mundo silente, llamado El Metalverso. Una vez allí, ella conocerá al sombrerero loco, un vagabundo sin hogar, que le acompañará en el viaje a este mundo mágico donde gobierna la reina de corazones, una famosa youtuber, que ejerce su dictadura en las redes...
El sombrerero loco le cuenta a Alicia de dónde viene y cómo ha sido su dura vida, pero insiste en hacerla saber que siempre hay que buscar el lado bueno de la vida.
El odio, la violencia verbal y los insultos alimentan las redes. Esa energía negativa es de lo que se alimenta la reina para seguir gobernando.
Alicia y el sombrerero loco se adentran en un insólito páramo donde descubren tumbada sobre una rama a una misteriosa oruga que, fumando, les mira inquisitivamente. Tras dos profundas caladas, pregunta al sombrerero loco que quién es esa extraña criatura. El sombrerero loco le cuenta la historia de Alicia.
El sombrerero conoció el amor y también el dolor que deja la ausencia y la pérdida. Alicia escucha emocionada la historia de cómo su nuevo amigo tuvo que poner fin a una tóxica relación. Hay que ser muy fuerte para sujetar algo, pero hay que ser más fuerte aún para soltarlo.
A la hora del té, unos peculiares hombrecillos le cuentan a Alicia la historia de Lady Halcón, o como también se le conoce "El hechizo del halcón". Una venganza hacia dos amantes que no siguen las normas de la reina negándose a publicar a diario en las redes fotos de su relación y comentar su día a día. La reina les lanza una maldición: Ella se convertirá en halcón desde el amanecer hasta el ocaso mientras que él será un lobo gris por la noche y jamás podrán coincidir en su forma humana.
En la fiesta del Feliz no cumpleaños, un grupo de flores cantan este himno prohibido portando rarísimos instrumentos, las setas gigantes sirven hidromiel. Todo es alegría y diversión en esta celebración clandestina, la cual se alarga hasta bien entrada la madrugada.
Se habla del acoso escolar, del ciberbullying, de la violencia y va dirigida a cualquier persona que es o que se siente distinta, o que la gente ignorante la ve diferente. Toda esta algarabía llega a oídos de la reina y no duda en mandar a sus soldados.
Los soldados de la reina disuelven la fiesta con aterradora violencia y toman como prisionero acusado de ser el cabecilla de esta revolución al sombrerero. Es condenado a muerte por decapitación y como última voluntad se le concede que escriba un testamento a su hija, una hija de cinco años de la que nunca le habló a nadie.
Leyre está sentada en su diminuta habitación frente a su PlayStation, se quita sus gafas virtuales y en la computadora se ve escrito "Alicia en el Metalverso". Es todo tan real -piensa-. En su Instagram aparecen nuevos mensajes vejándola por sus problemas por la bulimia. Gira la cabeza y se queda pensativa mirando la carátula del juego, acto seguido decide dar de baja todas sus redes. Sonríe satisfecha y elije [sic] de su playlist una canción de su banda favorita "Hoy toca ser feliz".

## Lista de canciones
| N.º   | Título                     | Letras                            | Música                             | Duración |  |
| 1.    | «Alicia en el Metalverso»  | Txus Di Fellatio                  | Txus Di Fellatio, Diego Palacio    | 12:01    |  |
| 2.    | «El Sombrerero Loco»       | Txus Di Fellatio                  | Txus Di Fellatio                   | 4:31     |  |
| 3.    | «El Metalverso»            | Txus Di Fellatio                  | Manuel Seoane                      | 4:56     |  |
| 4.    | «Seremos Huracán»          | Carlos Escobedo, Txus Di Fellatio | Carlos Escobedo, Txus Di Fellatio  | 4:57     |  |
| 5.    | «Como un Susurro»          | Txus Di Fellatio                  | Txus Di Fellatio, Víctor de Andrés | 6:24     |  |
| 6.    | «Luna de Sangre»           | Txus Di Fellatio, Isra Ramos      | Txus Di Fellatio, Isra Ramos       | 5:36     |  |
| 7.    | «Somos los Hijos del Rock» | Txus Di Fellatio                  | Txus Di Fellatio                   | 3:46     |  |
| 8.    | «Por Si Un Día Te Pierdes» | Mohamed, Txus Di Fellatio         | Mohamed, Txus Di Fellatio          | 4:59     |  |
| 9.    | «La Voz de los Valientes»  | Txus Di Fellatio                  | Txus Di Fellatio                   | 7:47     |  |
| 54:57 |                            |                                   |                                    |          |  |

## Intérpretes
- Rafa Blas: Voz
- Txus Di Fellatio: Batería
- Mohamed: Violín
- Victor de Andrés: Guitarra solista
- Jorge Salán: Guitarra rítmica
- Fernando Mainer: Bajo
- Francesco Antonelli: Teclados
- Josema: Flauta travesera, whistle, gaita y gaita electrónica

### Colaboraciones
- Isra Ramos (Amadeüs): Voz y composición en Luna de sangre
- Carlos Escobedo (Sôber): Composición en Seremos huracán
- Diego Palacio (Celtian): Composición en Alicia en el metalverso
- Manuel Seoane (DELALMA): Composición en El metalverso
- Xana Lavey (Celtian): Voz y coros en La voz de los valientes, y coros en El sombrerero loco
- Elizabeth Amoedo (Against Myself, Unliving Sin): Coros en El sombrerero loco
- Alba Moreno: Coros en El sombrerero loco
- Diva Satánica (BLOODHUNTER): Voz gutural en Alicia en el Metalverso
- Charly López (Bon Vivant): Coros en El sombrerero loco
- Elizabeth Amoedo: Coros en El sombrerero loco